# جزيرة دوت
تقع جزيرة دوت في شبه القارة القطبية الجنوبية, هي جزيرة صغيرة تقع على بعد 0.6 ميل بحري (1.1 كم) غرب جزيرة تيرن في الجزء الجنوبي من خليج الجزر، جزيرة جورجيا الجنوبية. تم رسمها لأول مرة بواسطة روبرت كوشمان مورفي ما بين عامي 1912 و 1913 وتم إجراء مسح لها ما بين عامي 1929 و 1930 من قبل موظفي ديسكفري إنفيستيكيشن، والذين ربما أطلقوا عليها هذا الاسم (دوت تعني النقطة) بسبب حجمها الصغير والدقيق عند تمثيلها على المخططات.